# Shaktigarh
Shaktigarh là một thị xã và là một nagar panchayat của quận Udham Singh Nagar thuộc bang Uttaranchal, Ấn Độ.

## Nhân khẩu
Theo điều tra dân số năm 2001 của Ấn Độ, Shaktigarh có dân số 4776 người. Phái nam chiếm 52% tổng số dân và phái nữ chiếm 48%. Shaktigarh có tỷ lệ 61% biết đọc biết viết, cao hơn tỷ lệ trung bình toàn quốc là 59,5%: tỷ lệ cho phái nam là 69%, và tỷ lệ cho phái nữ là 52%. Tại Shaktigarh, 16% dân số nhỏ hơn 6 tuổi.